# Vipio alpi
Vipio alpi är en stekelart som beskrevs av Ahmet Beyarslan 2002. Vipio alpi ingår i släktet Vipio och familjen bracksteklar. Inga underarter finns listade i Catalogue of Life.